# Desperado (Buffalo Bill’s Resort & Casino)
Desperado im Buffalo Bill’s Resort & Casino (Primm, Nevada, USA) ist eine Stahlachterbahn vom Modell Hyper Coaster des Herstellers Arrow Dynamics, die 1994 eröffnet wurde. Seit Oktober 2019 ist die Bahn außer Betrieb.
Desperado galt als eine der größten Achterbahnen der Welt mit einem 60° steilen, 68,6 m hohen First Drop, einem 63,7 m hohen Lifthill und einer Höchstgeschwindigkeit von 128,7 km/h. Während der 2:43 Minuten langen Fahrt erlebten die Fahrgäste 4 g. Die Station und ein Teil des Lifthills befindet sich im Inneren des Casinos. 1996 wurde die Bahn in das Guinness-Buch der Rekorde als größte Achterbahn der Welt aufgenommen.
Desperado besitzt drei Züge mit jeweils fünf Wagen. In jedem Wagen können sechs Personen (drei Reihen à zwei Personen) Platz nehmen. Als Rückhaltesystem kommen Schoßbügel und Sicherheitsgurte zum Einsatz.